# إدغار كوبر
إدغار كوبر (بالإنجليزية: Edgar Cooper)‏ (12 نوفمبر 1891 في المملكة المتحدة - 15 مارس 1959 في المملكة المتحدة) هو لاعب كريكت بريطاني. لعب مع نادي مقاطعة غلاموركن للكريكت ‏.